# Villa d'Abro
Villa d'Abro è una delle ville storiche di Napoli; è posta in zona panoramica, nel quartiere di Posillipo.
La struttura sorge a pochissima distanza da villa Elisa, in un luogo dove un tempo era il palazzo Ranaldo. "D'Abro", era il nome del suo proprietario, che la acquistò nel 1870. Il principe Aslan d'Abro Pagratide, era un discendente della potente famiglia che regnò sulla Georgia e sulla Armenia.
L'allora giovane ragazzo, nato a Sira nelle Cicladi, scelse Napoli come patria d'elezione: il motivo non è ancora chiaro, forse per via della sua vocazione d'artista; infatti, studiò poi all'Accademia delle belle arti, e fu anche in contatto con il celebre pittore Domenico Morelli. Il principe fece carriera e riuscì a diventare professore onorario dell'istituto, inoltre, divenne vice presidente del Museo artistico industriale di Filippo Palizzi. Più tardi ricevette la cittadinanza onoraria. Morì nel 1929.